# Zapteryx xyster
Zapteryx xyster là một loài cá thuộc họ Rhinobatidae. Nó được tìm thấy ở Colombia và Panama. Môi trường sống tự nhiên của nó là các rạn san hô.

## Hình ảnh

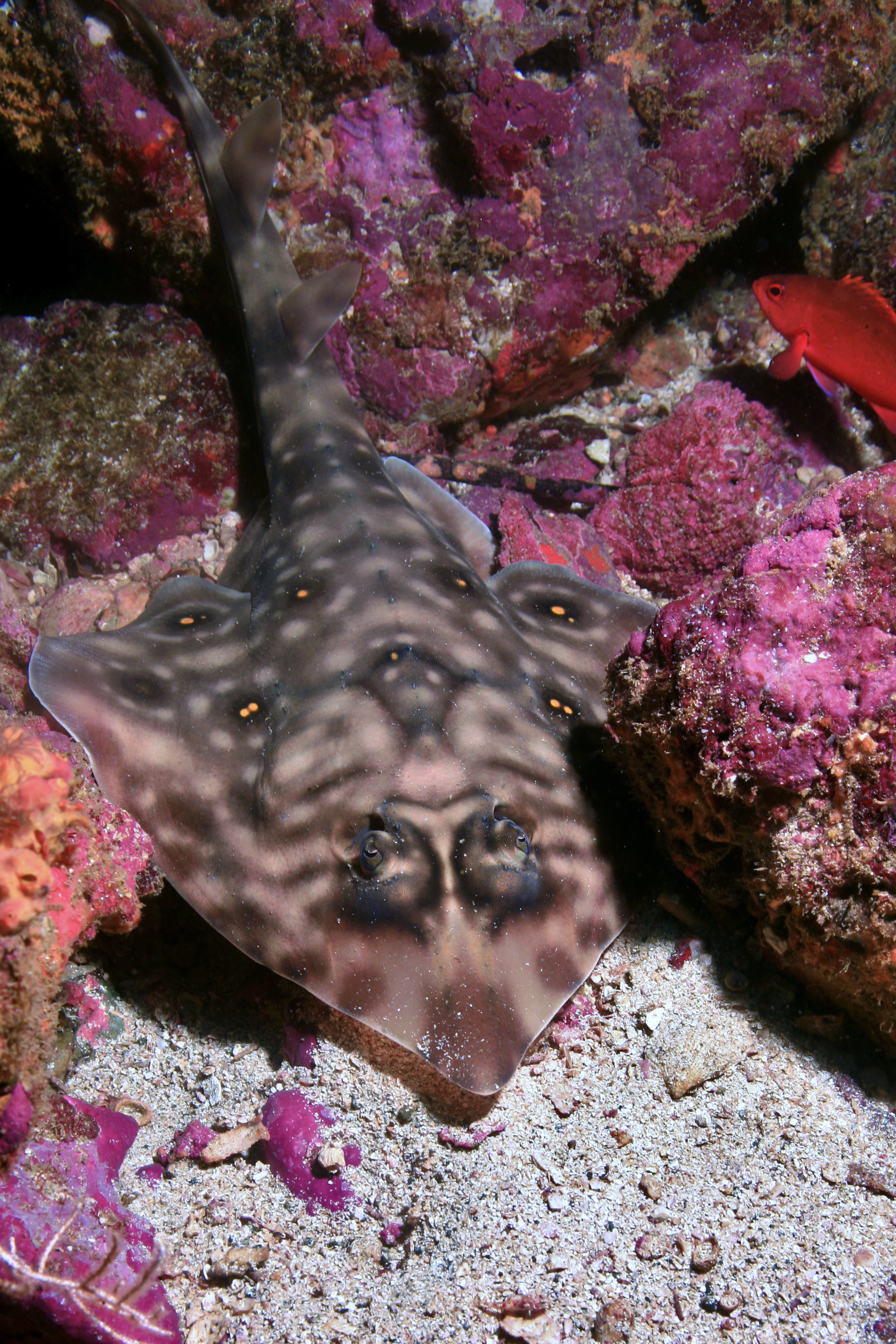
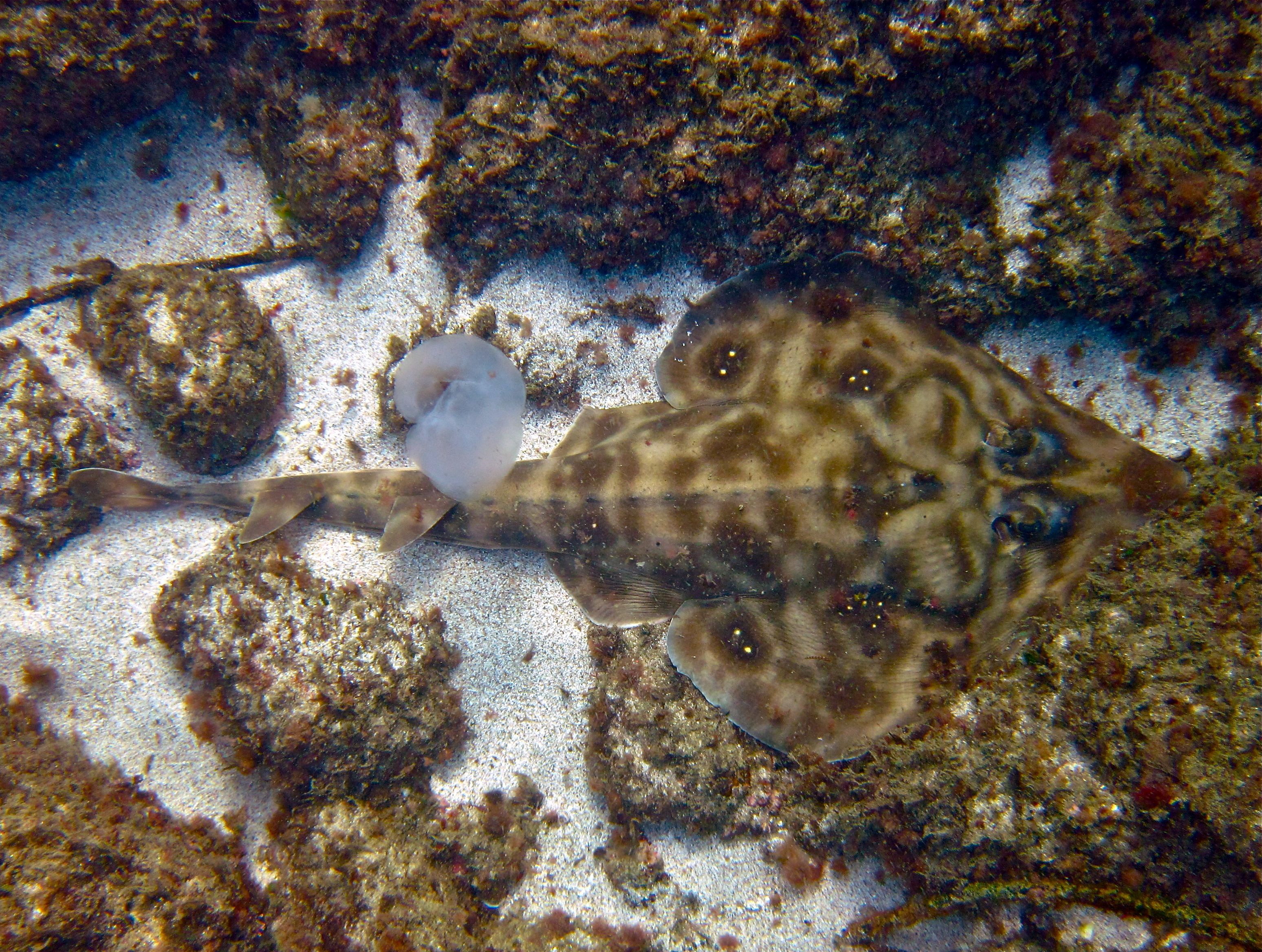